# Amina S-24
Amina S-24 – organiczny związek chemiczny z grupy amin wielkocząsteczkowych, rozpuszczalnik ekstrakcyjny produkowany przez Union Carbide Chemicals Co. (USA).